# Desa Sridadi (administrativ by i Indonesien, lat -6,73, long 111,39)
Desa Sridadi är en administrativ by i Indonesien.   Den ligger i provinsen Jawa Tengah, i den västra delen av landet, 500 km öster om huvudstaden Jakarta.